# Leó von Baráth
Leó László von Baráth (9 de junho de 1891; data de morte desconhecida) foi um jogador húngaro de tênis profissional. Von Baráth representou seu país nas competições de duplas e simples do tênis nos Jogos Olímpicos de Verão de 1912.